# Дрекслер, Антон
Антон Дре́кслер (нем. Anton Drexler; 13 июня 1884, Мюнхен — 24 февраля 1942, там же) — основатель Немецкой рабочей партии, которую позднее под новым названием НСДАП возглавил Адольф Гитлер.

## Биография
Сын железнодорожного рабочего. В 1902—1923 годах работал слесарем. В 1917 году вступил в только что основанную Немецкую отечественную партию. Также стал членом Немецкого оккультного общества Туле.
Политическим наставником Дрекслера был доктор Пауль Тафель — директор компании MAN, который также был членом «Общества Туле» и, кроме того, являлся лидером Пангерманского союза. 
Основной идеей доктора было создание националистической партии, опиравшейся на рабочих, в отличие от подобных партий среднего класса.
В марте 1918 со своими коллегами основал «Свободный рабочий комитет за добрый мир» (нем. Freier Arbeiterausschuß für einen guten Frieden), а позднее в том же году — консервативный «Политический рабочий кружок» (Комитет Независимых рабочих).
5 января 1919 года вместе с Карлом Харрером в пивной Штернекерброй основал Немецкую рабочую партию, которая 24 февраля 1920 года была переименована в Национал-социалистическую немецкую рабочую партию. В январе 1919 года Дрекслер опубликовал статью «Крушение пролетарских Интернационалов и крах идеи всеобщего братства». В том же году появился памфлет «Моё политическое пробуждение. Из дневника немецкого рабочего-социалиста», на который обратил внимание молодой Гитлер.
Вскоре после того, как Гитлер впервые появился на собрании Немецкой рабочей партии, он стал её активным участником, а в 1921 году — новым председателем. Дрекслер, терявший влияние, пытался за его спиной вести переговоры об объединении с другими правыми партиями. 25 июля 1921 года Дрекслер обратился в полицию с заявлением о провокационной деятельности Гитлера. 29 июля 1921 года Гитлер был избран председателем партии. Дрекслер был назначен на чисто символическую должность «почётного председателя» и сохранял этот пост до 1923 года, в котором Дрекслер покинул партию. В Пивном путче 1923 года Дрекслер не участвовал. С 1923 года, после запрета партии, Дрекслер входил в «Народный блок», в 1924—1928 годах избирался в депутаты баварского ландтага. После возобновления деятельности партии в 1925 году он не принимал участия в её деятельности, а после прихода нацистов к власти в 1933 году снова вступил в партию. В 1934 году был награждён «Орденом крови» (памятной медалью в честь путча 1923 года), однако больше не играл в политике никакой роли, хотя до 1937 года периодически приглашался на мероприятия, проводимые НСДАП. В последние годы жизни, находясь в депрессии, злоупотреблял алкоголем. Умер в феврале 1942 года в Мюнхене после продолжительной болезни, усугублённой алкоголизмом.
Гитлер описал его в «Майн Кампф» как человека, который «не был солдатом», который «не прошёл достаточной школы жизни» и потому остался человеком слабым и сомневающимся.

## В популярной культуре
- В серии романов Гарри Тартлдава, в жанре альтернативной истории герой Энтони списан с Антона Дрекслера.
- Является вспомогательным персонажем в игре «ÜberSoldier (Восточный фронт — Неизвестная война)».
- В фильме «Гитлер: Восхождение дьявола», британский актёр Роберт Гленистер играет Дрекслера, хотя Дрекслер изображён без своего «товарного знака» — очков и усов.